# Karjala Tournament
Karjala Tournament (finska: Karjala-turnaus), även kallad Karjala Cup, är en herrlandslagsturnering i ishockey som ingår i Euro Hockey Tour, och spelas oftast mellan Finland, Ryssland, Sverige och Tjeckien. Turneringen anordnas i Finland och normalt sett under början av november månad varje år, runt Allahelgonahelgen.

## Historik
I september 1992 anordnades det en föregångare till Karjala Tournament, nämligen Sauna Cup mellan Ryssland, USA, Tjeckien och Finland. Turneringen anordnades sedan inte förrän 1995, då den anordnades igen som Christmas Cup och spelades i mitten av december. 1996 bytte turneringen namn till det nuvarande Karjala Tournament, och började då spelas i början av november. 1995 spelades turneringen samtidigt som Izvestijaturneringen i Ryssland, strax före den västkristna julen (därav namnet), vilket innebar att Ryssland skickade ett ersättningslag. Kalenderåret 2001 spelades inte turneringen alls, men i stället spelades två turneringar under kalenderåret 2002, en i april (säsongen 2001/2002) och en i november (säsongen 2002/2003).
Turneringens namn kommer från huvudsponsorn Karjala. Egentligen är "Karjala" finskans namn för Karelen, en del av Finland där turneringen inte spelas.

## Karjala Tournament-resultat
| År               | Vinnare  | 2:a plats       | 3:e plats | 4:e plats       |
| ---------------- | -------- | --------------- | --------- | --------------- |
| 1992             | Ryssland | Tjeckoslovakien | USA       | Finland         |
| 1995             | Sverige  | Finland         | Frankrike | Tjeckoslovakien |
| 1996             | Finland  | Sverige         | Ryssland  | Tjeckien        |
| 1997             | Sverige  | Tjeckien        | Ryssland  | Finland         |
| 1998             | Finland  | Ryssland        | Tjeckien  | Finland         |
| 1999             | Finland  | Ryssland        | Tjeckien  | Sverige         |
| 2000             | Finland  | Sverige         | Ryssland  | Tjeckien        |
| 2002 (april)1    | Finland  | Ryssland        | Sverige   | Tjeckien        |
| 2002 (november)2 | Finland  | Tjeckien        | Sverige   | Ryssland        |
| 2003             | Finland  | Tjeckien        | Ryssland  | Sverige         |
| 2004             | Finland  | Sverige         | Tjeckien  | Ryssland        |
| 2005             | Finland  | Sverige         | Ryssland  | Tjeckien        |
| 2006             | Ryssland | Tjeckien        | Sverige   | Finland         |
| 2007             | Ryssland | Sverige         | Tjeckien  | Finland         |
| 2008             | Ryssland | Tjeckien        | Sverige   | Finland         |
| 2009             | Ryssland | Finland         | Sverige   | Tjeckien        |
| 2010             | Finland  | Ryssland        | Sverige   | Tjeckien        |
| 2011             | Ryssland | Finland         | Tjeckien  | Sverige         |
| 2012             | Tjeckien | Finland         | Ryssland  | Sverige         |
| 2013             | Finland  | Ryssland        | Sverige   | Tjeckien        |
| 2014             | Sverige  | Finland         | Ryssland  | Tjeckien        |
| 2015             | Sverige  | Finland         | Ryssland  | Tjeckien        |
| 2016             | Ryssland | Tjeckien        | Finland   | Sverige         |
| 2017             | Finland  | Ryssland        | Sverige   | Kanada          |
| 2018             | Ryssland | Finland         | Tjeckien  | Sverige         |
| 2019             | Tjeckien | Finland         | Ryssland  | Sverige         |
| 2020             | Ryssland | Finland         | Tjeckien  | Sverige         |
| 2021             | Sverige  | Finland         | Ryssland  | Tjeckien        |
| 2022             | Sverige  | Schweiz         | Tjeckien  | Finland         |
| 2023             | Tjeckien | Sverige         | Finland   | Schweiz         |
| 2024             | Finland  | Tjeckien        | Schweiz   | Sverige         |

1 Euro Hockey Tour säsongen 2001/2002
2 Euro Hockey Tour säsongen 2002/2003

## Placeringsliga
| Resultatliga | Resultatliga | Resultatliga | Resultatliga | Resultatliga   |
| ------------ | ------------ | ------------ | ------------ | -------------- |
| Landslag     |              |              |              | Antal medaljer |
| Finland      | 12           | 10           | 1            | 23             |
| Ryssland     | 9            | 6            | 10           | 25             |
| Sverige      | 5            | 5            | 8            | 18             |
| Tjeckien     | 2            | 7            | 7            | 16             |
| USA          | –            | –            | 1            | 1              |
| Frankrike    | –            | –            | 1            | 1              |